# جورج ميلتون كورلت
جورج ميلتون كورلت هو محامي وسياسي أمريكي، ولد في 7 نوفمبر 1884 في بورتشارد في الولايات المتحدة، وتوفي في 16 فبراير 1955. نشط حزبياً في الحزب الجمهوري. وقد انتخب نائب حاكم كولورادو ‏.